# Angraecopsis
Angraecopsis là một chi thực vật trong họ Orchidaceae. Nó được giới thiệu lần đầu tiên bởi Fritz Kraenzlin vào năm 1900 và được đặt tên chi tương tự như loài Angraecum. Angraecopsis phân bố ở Châu Phi và gần các đảo. Đặc điểm tăng trưởng là cây khá nhỏ, lá mọc ra từ thân gỗ.

## Các loài
- Angraecopsis amaniensis
- Angraecopsis breviloba
- Angraecopsis cryptantha, P. J. Cribb
- Angraecopsis dolabriformis
- Angraecopsis elliptica
- Angraecopsis gassneri
- Angraecopsis gracillima
- Angraecopsis hallei
- Angraecopsis holochila
- Angraecopsis ischnopus
- Angraecopsis lisowskii
- Angraecopsis lovettii
- Angraecopsis macrophylla
- Angraecopsis malawiensis
- Angraecopsis parva
- Angraecopsis parviflora
- Angraecopsis pobeguinii
- Angraecopsis pusilla
- Angraecopsis tenerrima
- Angraecopsis thomensis
- Angraecopsis tridens, (Lindl.) Schltr.
- Angraecopsis trifurca